# Parafia św. Maksymiliana Marii Kolbego w Gliniku
Parafia św. Maksymiliana Marii Kolbego w Gliniku – parafia rzymskokatolicka znajdująca się w diecezji rzeszowskiej, w dekanacie Wielopole Skrzyńskie.
Erygowana 23 lipca 1982 przez biskupa tarnowskiego Jerzego Ablewicza. Pierwszym proboszczem był ks. kan. Czesław Łaguz. 23 sierpnia 2016 proboszczem parafii został ks. Ryszard Potyrała.